# وارسو
وارسو (انگلیسی: Varso) ساختمان اداری ۵۳ طبقه مستقر در شهر ورشو، لهستان است، که پروژه ساخت آن در سال ۲۰۱۶ آغاز شد و در سال ۲۰۲۱ به بهره‌برداری رسید.